# Nadleśnictwo Tomaszów
Nadleśnictwo Tomaszów – jednostka organizacyjna Lasów Państwowych podległa Regionalnej Dyrekcji Lasów Państwowych w Lublinie. Siedziba nadleśnictwa znajduje się w Pasiekach, w powiecie tomaszowskim, w województwie lubelskim.
Nadleśnictwo obejmuje część powiatów tomaszowskiego i zamojskiego w województwie lubelskim oraz niewielkie fragmenty powiatu lubaczowskiego w województwie podkarpackim.

## Historia
Już u schyłku XVI w. istniało Leśnictwo Generalne Lasów Tomaszowskich, obejmujące lasy królewskie wokół Tomaszowa Lubelskiego. W 1589 dobra te wcielono do Ordynacji Zamojskiej. W 1936 część lasów obecnego nadleśnictwa Tomaszów stało się własnością skarbu państwa i weszło w skład nadleśnictwa Biłgoraj.
Nadleśnictwa Tomaszów i Lubycza Królewska powstały na podstawie dekretu PKWN z dnia 12 grudnia 1944. Objęły one znacjonalizowane przez komunistów lasy prywatne, z których większość stanowiły kompleksy leśne Ordynacji Zamojskiej oraz przedwojenne lasy państwowe. Na tych terenach istniało także nadleśnictwo Uhnów (zlikwidowane po zmianie granic w 1952; pozostałą w Polsce część tego nadleśnictwa włączono do nadleśnictw Tomaszów i Lubycza Królewska) oraz nadleśnictwa Dołhobycz, Zamość i Krasnobród włączone w całości lub w części do nadleśnictwa Tomaszów w latach 50. i 60.
1 stycznia 1973 do nadleśnictwa Tomaszów przyłączono nadleśnictwo Lubycza Królewska. W 2018 przy siedzibie nadleśnictwa otwarto Leśne Arboretum 100-lecia Odzyskania Niepodległości.

## Ochrona przyrody
Na terenie nadleśnictwa znajduje się dziewięć rezerwatów przyrody:
- Jalinka
- Księżostany
- Las Lipowy w Uroczysku Bukowiec
- Łabunie
- Machnowska Góra
- Piekiełko
- Przecinka
- Skrzypny Ostrów
- Zarośle.

## Drzewostany
Typy siedliskowe lasów nadleśnictwa o powierzchni przekraczającej 1000 ha (w kolejności od najczęściej występujących):
- las wyżynny świeży
- las mieszany wyżynny świeży
- las mieszany świeży
- bór mieszany świeży

Głównym gatunkiem lasotwórczym lasów nadleśnictwa jest sosna. Wyraźnie zaznacza się także buk, dąb i jodła.
Przeciętna zasobność drzewostanów nadleśnictwa wynosi 321 m³/ha, a przeciętny wiek 72 lata.